# Geschichte der Technik

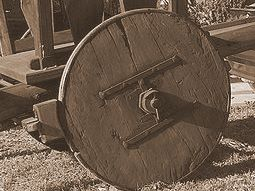
Ein Wagenrad

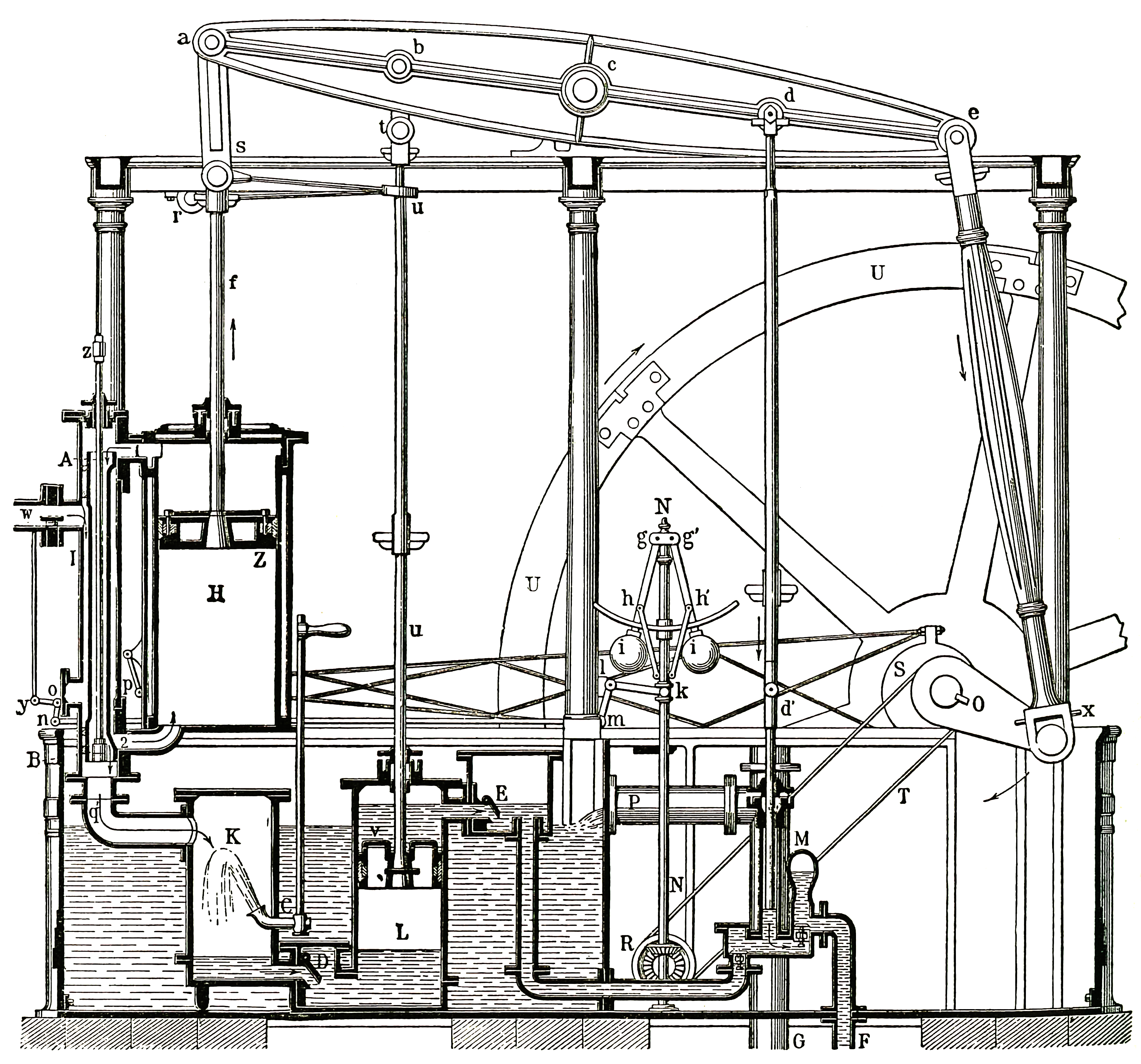
Zeichnung einer Dampfmaschine

Die Geschichte der Technik ist so alt wie die Menschheit. Zu den frühesten Errungenschaften zählen das Feuer und der Faustkeil. Nachdem die Menschen am Ende der Steinzeit vom Jagen und Sammeln zu Ackerbau und Viehzucht übergingen, begann sich auch die Technik rasanter zu entwickeln. Werkzeuge und Waffen wurden bald aus Bronze hergestellt, große Städte aus steinernen Gebäuden entstanden und das Rad erleichterte als Wagenrad den Transport und als Töpferscheibe die Herstellung von Keramik.
In der griechisch-römischen Antike ging man dazu über Eisen zu nutzen. Außerdem begann man die Technik zu untersuchen und fand so das Hebelgesetz und entwickelte den Flaschenzug. Die spätantiken Wasserräder bilden den Übergang zum Mittelalter, wo sie dann von der Windmühle ergänzt wurden, um Arbeit zu verrichten. Hier machte die Landwirtschaft größere Fortschritte mit dem Räderpflug, dem Hufeisen und dem Kummet, das die nutzbare Zugkraft von Pferden erhöhte. Auf militärischem Gebiet nutzten gepanzerte Ritter ebenfalls das Pferd und ließen Burgen bauen oder bei Belagerungen durch Tribocke beschießen.
In der Renaissance wurden Letztere durch Kanonen und Festungen abgelöst. In diese Zeit fällt auch der Buchdruck, die Entdeckung der Porzellanherstellung, der Bau von Uhren, Mikroskopen und Teleskopen und damit verbunden das Aufblühen der Naturwissenschaften. In der Industriellen Revolution entstanden dann Spinn- und Webmaschinen, die durch Dampfmaschinen angetrieben wurden, welche durch Steinkohle beheizt wurden und auch Eisenbahnen und Dampfschiffe ermöglichten.
Im 19. und 20. Jahrhundert entstanden dann Nähmaschinen, Film und Fotografie, Elektrik, Kunststoffe, Fernsehen, Computer sowie Luft- und Raumfahrttechnik.
Der Artikel Chronologie der Technik enthält tabellarisch wichtige Meilensteine der Entwicklung und Geschichte der Technik.

## Periodisierungen in der Geschichte der Technik
Der Blick auf den technischen Fortschritt führt zu spezifischen Epochengliederungen, die mit denen der Polit- wie Kulturgeschichte nur bedingt konform gehen. Neben der Neolithischen Revolution und der industriellen Revolution, die – wenn auch nicht unumstritten – ebenso in anderen Gebieten der Geschichtswissenschaft als Wendepunkte angesehen werden, macht die Technikgeschichte weitere zentrale Momente technischen Fortschritts aus. Eine besondere Rolle nimmt hierbei die Gliederung der Technikgeschichte nach Formen der Energieumwandlung ein, die schon bei Conrad Matschoss, einem der Gründungsväter der Disziplin anklang. Dennoch blieb die Technikgeschichte lange der klassischen Epocheneinteilung verhaftet und es bedurfte des Einflusses angrenzender Fächer wie der Techniksoziologie und Technikphilosophie, um zu eigenen Periodisierungen zu kommen.
Von besonderem Einfluss waren hier Lewis Henry Morgan, Leslie White und Gerhard Lenski, die den technischen Fortschritt als wichtigsten Schrittmacher für die Entwicklung der Zivilisation begriffen.
Morgans Konzept dreier aufeinanderfolgender Stufen sozialer Evolution (Wilde, Barbaren und Zivilisation) korrelieren mit spezifischen technologischen Meilensteinen: Feuer, Bogen und Töpferei für die Wilde (Savage) Ära, Domestizierung der Haustiere, Ackerbau und Metallverarbeitung in der Ära der Barbarei und Alphabet und die Fähigkeit zu schreiben für die Zeit der Zivilisation.
Für Lesley White ist die „Nutzbarmachung und Kontrolle von Energie“ die „primäre Funktion der Kultur“. White unterscheidet dabei fünf Stufen menschlicher Entwicklung: Die erste bestimmt durch die Nutzung der menschlichen Muskelenergie, die zweite durch die Verwendung der Energie domestizierter Tiere, die dritte durch die Nutzung von pflanzlicher Energie (neolithische Revolution). Die vierte Stufe bildet die Nutzung natürlicher Ressourcen wie Öl, Gas und Kohle, die fünfte die Nutzung atomarer Energie. White führt dafür die Formel P=E*T ein, wobei E für die verbrauchte Energie, und T für die Effizienz der Technik zur Nutzbarmachung der Energie steht. Kulturelle Entwicklung wird dabei entweder durch die Zunahme der verfügbaren Energie oder durch die Steigerung der Effizienz möglich. Eine Erweiterung des Whiteschen Modells stellt die von Nikolai Kardaschow entwickelte Kardaschow-Skala dar, die die Energienutzung fortgeschrittener Zivilisationen kategorisiert.
Lenskis Modell hingegen konzentriert auf den Begriff der Information: eine Gesellschaft ist umso fortgeschrittener, je mehr Information bzw. Wissen (insbesondere zur Gestaltung ihrer natürlichen Umwelt) diese besitzt. Basierend auf den Fortschritt der Kommunikationstechnik macht er vier Stufen menschlicher Entwicklung aus: In der ersten wird Information nur über die Gene weitergegeben, in der zweiten ist der Mensch durch die Herausbildung des Bewusstseins zum Lernen durch Erfahrung und zur Weitergabe von Information in der Lage. In der dritten Stufe beginnen die Menschen mit der Benutzung von Zeichen und entwickeln die Logik, in der vierten entwickeln sie Symbole und damit Sprache und Schrift. Die Fortschritte in der Kommunikationstechnik wirken dabei auf das ökonomische und politische System, der Güterverteilung, soziale Differenzierung und andere Sphären der Gesellschaft. Die Bedeutung der (technischen) Kommunikationssysteme für die Abgrenzung historischer wie aktueller Epochen spielt auch in der Debatte um die Globalisierung eine zentrale Rolle; für Manuel Castells zeichnet die Vernetzung und ubiquitäre Verfügbarkeit von Information das Informationszeitalter aus.
Daneben existieren noch verschiedene andere technikhistorische Geschichtsgliederungen, die technischen Fortschritt vor allem an Techniken der Stoffumwandlung wie Verfahrenstechnik u. a. (Paulinyi; Krug) oder der Umweltauswirkungen (Radkau) festmachen.
Die Technikgeschichte wird zunehmend von der Informatik, die in fast alle Lebensbereiche eindringt, geprägt. Die Digitalisierung führt zu einer grundlegenden Umwälzung.

## Steinzeit

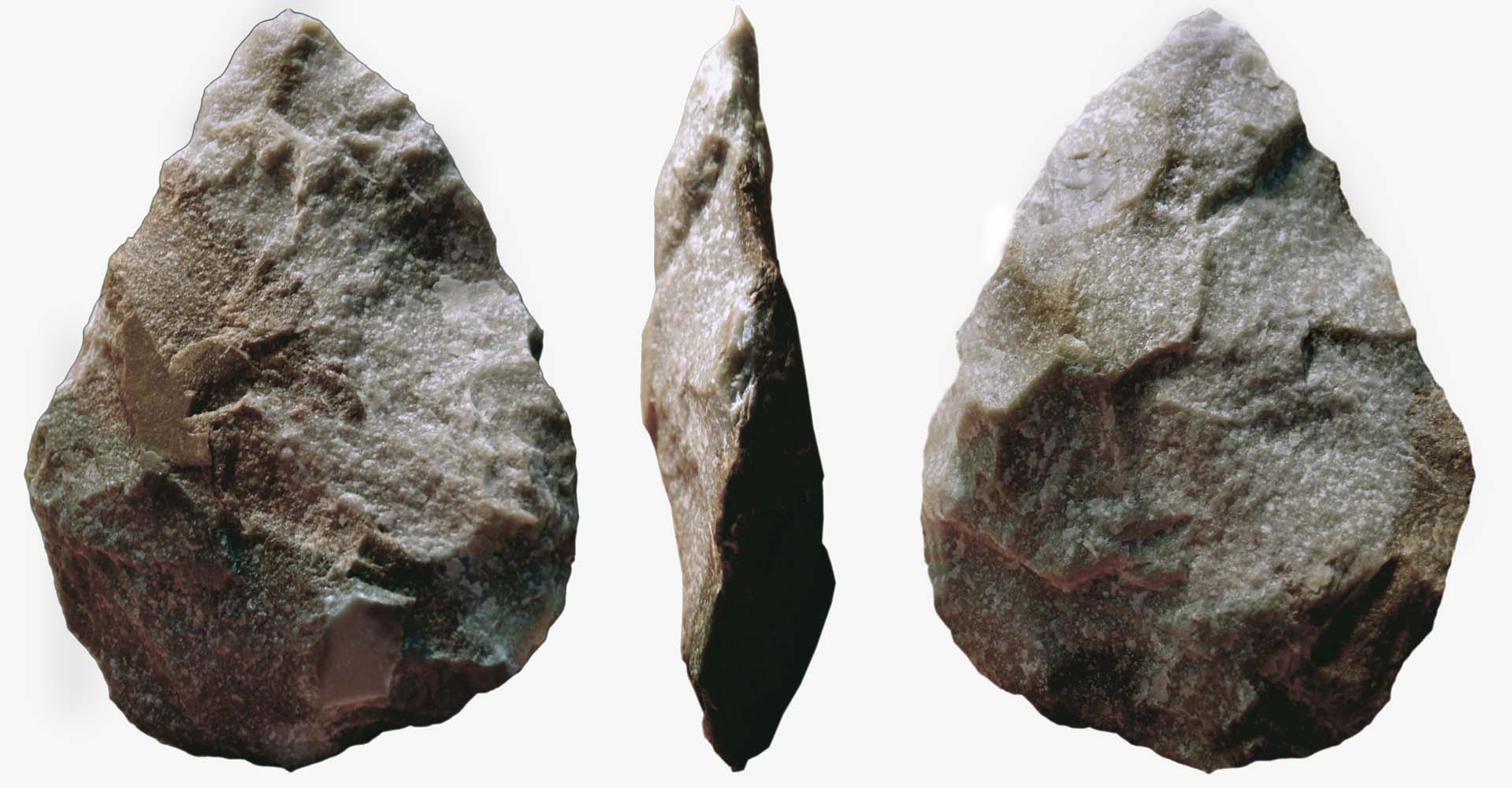
Faustkeil

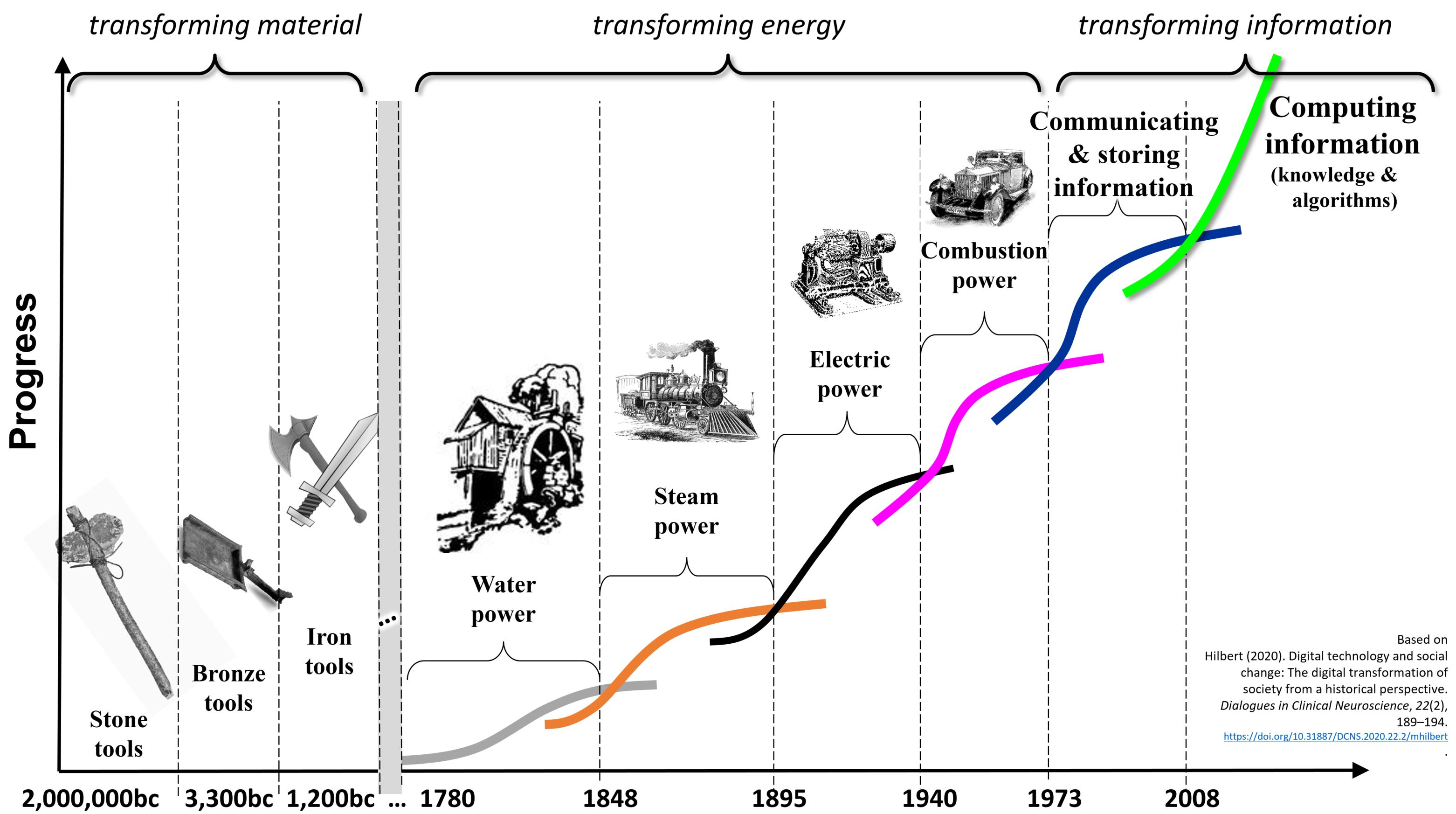
Historische Entwicklungszyklen seit der Steinzeit

Auch bei manchen Tieren ist der Gebrauch einfacher Werkzeuge wie Steine oder Stöcke belegt. Im Gegensatz zu Tieren stellten aber frühe Affenmenschen in der Steinzeit Werkzeuge selbst her. Zu den Frühesten zählen verschiedene Steinwerkzeuge – am bekanntesten ist der Faustkeil, der ein frühes Universalwerkzeug war. Das Feuer war die erste Energiequelle, die nicht auf Muskelkraft basierte. In den Arbeitsprozessen der Jungsteinzeit verfeinerten die Menschen ihre Werkzeuge: Es gab Sägen und Äxte aus Stein zur Bearbeitung von Holz, Speere, Pfeil und Bogen für die Jagd und Nadeln aus Knochen zum Nähen von Lederkleidung. Als die Menschen sesshaft wurden, gingen sie vom Jagen und Sammeln über zu Ackerbau und Viehzucht, was als Neolithische Revolution bezeichnet wird.
Damit war der Mensch in der Nahrungsmittelbeschaffung von der natürlichen Umwelt unabhängig geworden. Nun begann man aus Wolle Garne zu spinnen und zu Textilien zu weben und Häuser aus getrocknetem Tonziegeln zu bauen. Aus Ton konnte man auch Keramik brennen und damit erstmals einen Werkstoff künstlich erzeugen. Genutzt wurde er vor allem für Gefäße zur Lagerung von Lebensmitteln.

## Bronzezeit
In der Bronzezeit wurden Waffen und Werkzeuge aus der neu entdeckten Bronze geschmiedet oder gegossen. Sie waren jenen aus Stein deutlich überlegen und halfen so beim Entstehen der frühen Hochkulturen. Dazu wurde das Kupfererz das aus dem Bergbau stammte, mit Blasebälgen und Öfen geschmolzen. Durch Zulegieren von Zinn entstand schließlich Bronze.
Als Meilenstein der Technik gilt die Erfindung des Rades. Es erleichterte als Wagenrad den Transport und als Töpferscheibe die Herstellung von Gefäßen aus Keramik. Große und schwere Objekte konnte man nur mit Segelschiffen auf Flüssen oder übers Meer transportieren, dafür aber auch über große Entfernungen. Dadurch etablierte sich ein reger Handel; bei Metallen auch über größere Entfernungen. Die Arbeitsproduktivität verbesserte sich deutlich: In der Landwirtschaft dank dem Pflug, der von Tieren gezogen wurde, und in der Textilherstellung dank dem Webstuhl. Die so erwirtschafteten Überschüsse halfen beim Entstehen größerer Siedlungen mit einer sozialen Schicht die nicht mehr körperlich arbeiten musste. Dazu zählen Priester, Adlige und Verwaltungsbeamte.
Aus den frühen Siedlungen wurden in Mesopotamien erste Städte mit Repräsentationsbauten wie Tempel und Palästen aus behauenem Naturstein. Zum Schutz vor Feinden wurde sie mit Stadtmauern umgeben. Gebaut wurden die Gebäude mit einfachen Kränen oder indem große Steine eine Rampe hinaufgezogen wurden, was eine Anwendung der schiefen Ebene darstellt. Es wurden Kanäle und Wasserleitungen gebaut, um für genügend Trinkwasser in den Städten zu sorgen und die Felder zu bewässern. Eine wichtige Kulturtechnik war die Schrift, die es ermöglichte Wissen aufzuzeichnen.

## Eisenzeit
Als man in der Lage war, aus Eisenerz metallisches Eisen zu gewinnen, nutzte man es bald für Waffen und Werkzeuge, da es deutlich bessere Gebrauchseigenschaften aufweist. In der Eisenzeit begannen Griechen und Römer sich theoretisch mit der bereits vorhandenen Technik auseinanderzusetzen und fanden so das Hebelgesetz und entwickelten den Flaschenzug und die Winde, die das Heben von Lasten vereinfachten. Erste Grundlagen der Technischen Mechanik, Pneumatik und Hydrostatik wurden gelegt. Erste Maschinen entstanden, darunter das Katapult und die Archimedische Schraube, die zur Entwässerung von Bergwerken genutzt wurde. Die Griechen errichteten große Tempel, deren Dachkonstruktionen durch zahlreiche Säulen abgestützt wurden. Die Römer dagegen konnten mit dem Rundbogen und dem Gewölbe deutlich tragfähigere und dadurch auch größere Gebäude errichten. Außerdem bauten sie zahlreiche Straßen und Brücken, die den Handel und Truppenbewegungen erleichterten. Gegen Ende der Antike entstanden Wasserräder zur Bewässerung der Felder und zum Mahlen von Getreide.

## Mittelalter
Während sich in der Antike die Technik eher langsam entwickelte, weil Sklavenarbeit meist günstiger war als der Bau von Maschinen, begann sich im europäischen Mittelalter die Technik schneller auszubreiten und zu entwickeln. Die Wassermühlen wurden durch die Windmühle ergänzt, die sich beide rasch ausbreiteten. Die Arbeitsproduktivität in der Landwirtschaft verbesserte sich durch die Dreifelderwirtschaft, den Räderpflug, das Hufeisen und das Kummet, das das Joch ablöste. Damit wurde die Luftröhre der Pferde nicht mehr abgedrückt, was die nutzbare Zugkraft um ein Vielfaches erhöhte. Im Hochmittelalter entstanden dank der Nahrungsüberschüsse nun auch in Europa zahlreiche Städte. Dank des Steigbügels war es nun gepanzerten Kriegern, den Rittern, möglich vom Pferd aus zu kämpfen. Sie ließen auch zahlreiche Burgen bauen. Das antike Katapult entwickelte sich zum Tribock weiter und aus dem Bogen entstand die Armbrust. In der Bautechnik ermöglichten Spitzbogen, Strebepfeiler und Kreuzrippengewölbe größere und schlankere Gebäude, wie sie in der Gotik üblich waren.

## Renaissance

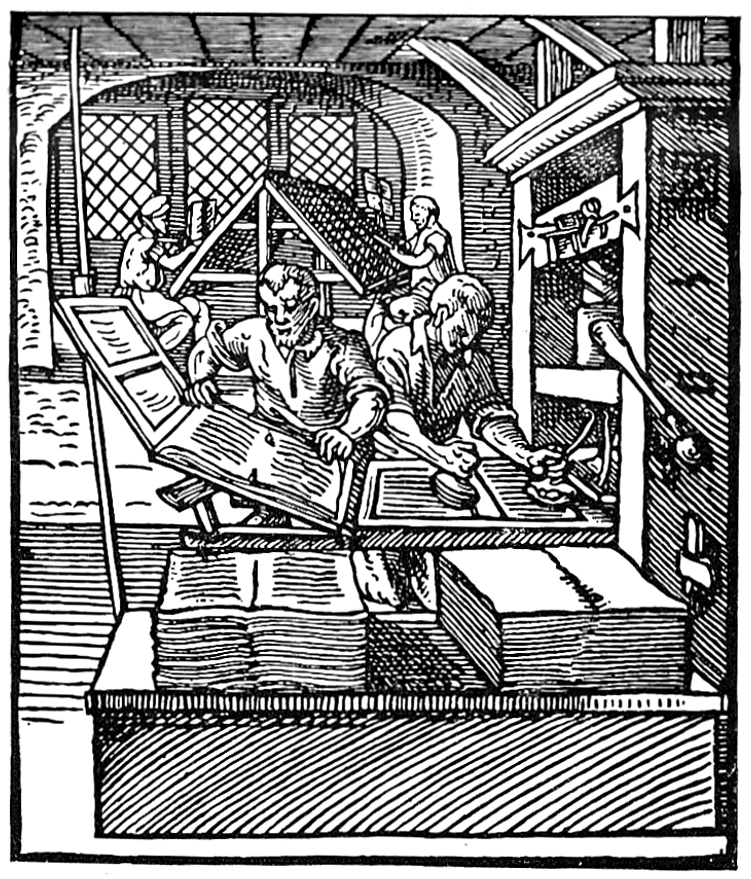
Buchdruck im 16. Jahrhundert

Eine der wichtigsten Entwicklungen der Renaissance war der Buchdruck mit beweglichen Lettern durch Johannes Gutenberg. Er erlaubte nun Bücher günstig und in großen Mengen herzustellen, was die Ausbreitung des Wissens förderte. In der Aufklärung konnte man so zahlreiche Texte verbreiten, was auch den Wissenschaften zugutekam. Verbesserte Messinstrumente wie Uhren, Teleskope, Barometer und Thermometer wurden in den Naturwissenschaften verwendet, die ihre neuen Erkenntnisse wiederum auch zur Verbesserung dieser Instrumente einsetzte. In der Militärtechnik ermöglichte das Schießpulver die Entwicklung von Gewehren und Kanonen, die herkömmliche Burgen militärisch wertlos werden ließen. Stattdessen wurden Festungen gebaut.

## Industrielle Revolution
In der industriellen Revolution ging man dazu über, vermehrt Steinkohle zu nutzen, zum Beheizen der Wohngebäude, wie auch für Dampfkessel und Hochöfen zur Herstellung von Stahl. Mit der Dampfmaschine konnte man nun an beliebigen Orten Maschinen antreiben und war nicht mehr auf natürliche Energiequellen wie Wind und Wasser angewiesen. Genutzt wurden sie, um Spinn- und Web- und Werkzeugmaschinen anzutreiben. Mit ihnen konnte man in den neuen Fabriken deutlich schneller, gleichmäßiger und genauer Textilien und Maschinen herstellen. Durch die Eisenbahn und Dampfschiffe verbesserten sich die Reise- und Transportmöglichkeiten deutlich. Auch bereits bekannte Chemikalien wurden nun industriell hergestellt, darunter Schwefelsäure und Bleichpulver, die für die Textilherstellung benötigt wurden.

## 19. Jahrhundert

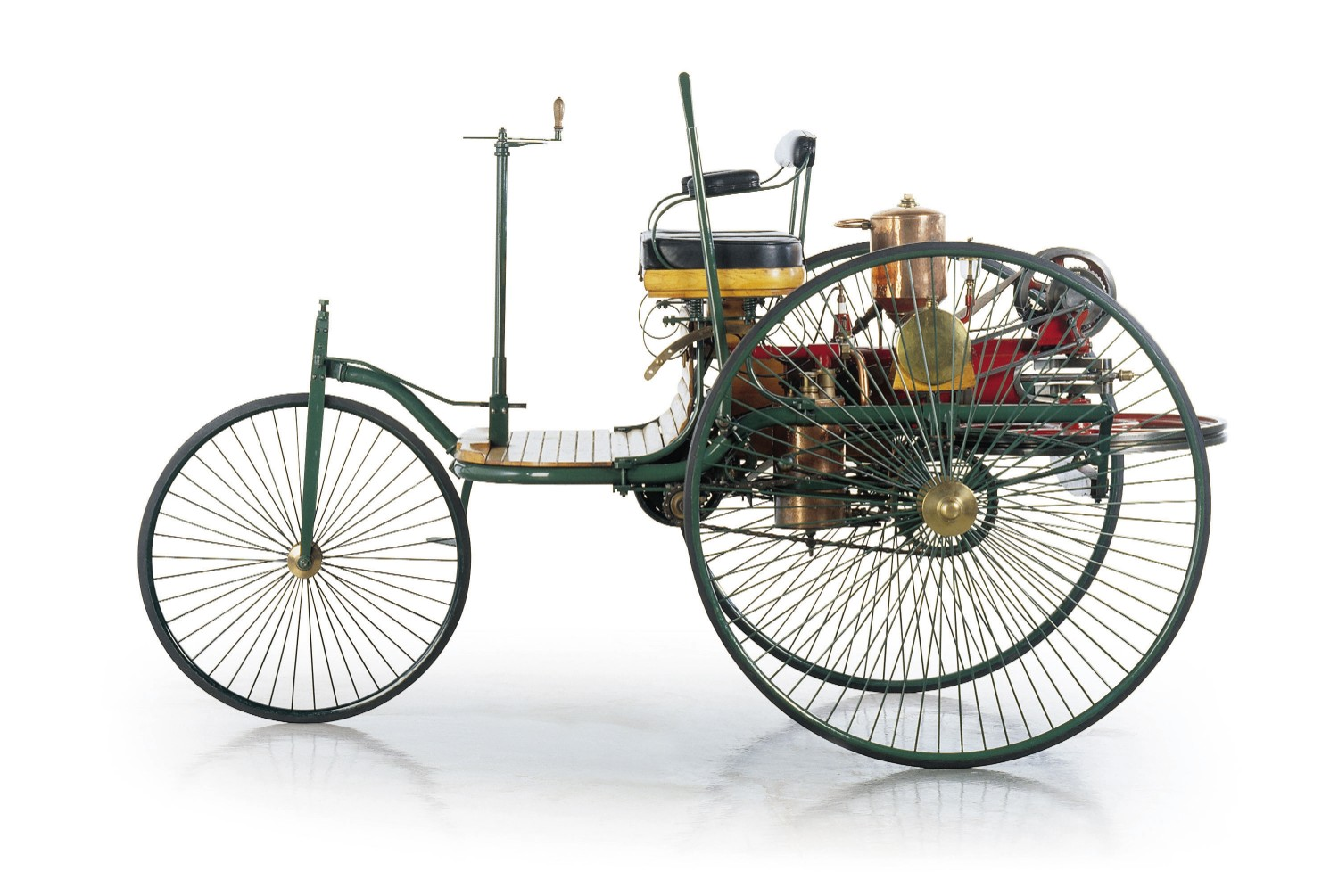
Benz Patent-Motorwagen Nummer 1 von 1886

Im 19. Jahrhundert begann man die Elektrizität zu nutzen. Anfänge lagen in der Telegrafie, mit der zum ersten Mal Informationen schneller versendet werden konnten als Menschen reisen konnten, sowie dem Elektromotor und Generator, die die schnelle Übertragung hoher Leistungen über große Strecken erlaubte. Daher baute man statt der zentralen Dampfmaschinen Kraftwerke, die ganze Regionen mit Energie versorgen konnten, was für die elektrische Straßenbahn genutzt wurde. Zur Unterhaltung und Dokumentation nutze man Fotografie, Film und Kino. Öffentliche Straßenbeleuchtungen entstanden; zunächst noch mit Kohlegas, bald aber elektrisch. Außerdem entstanden neue Maschinen und Fahrzeuge: die Nähmaschine, das Fahrrad, der Verbrennungsmotor und die ersten Autos. Als neue Materialien wurden Beton und Kunststoffe entwickelt.

## 20. Jahrhundert

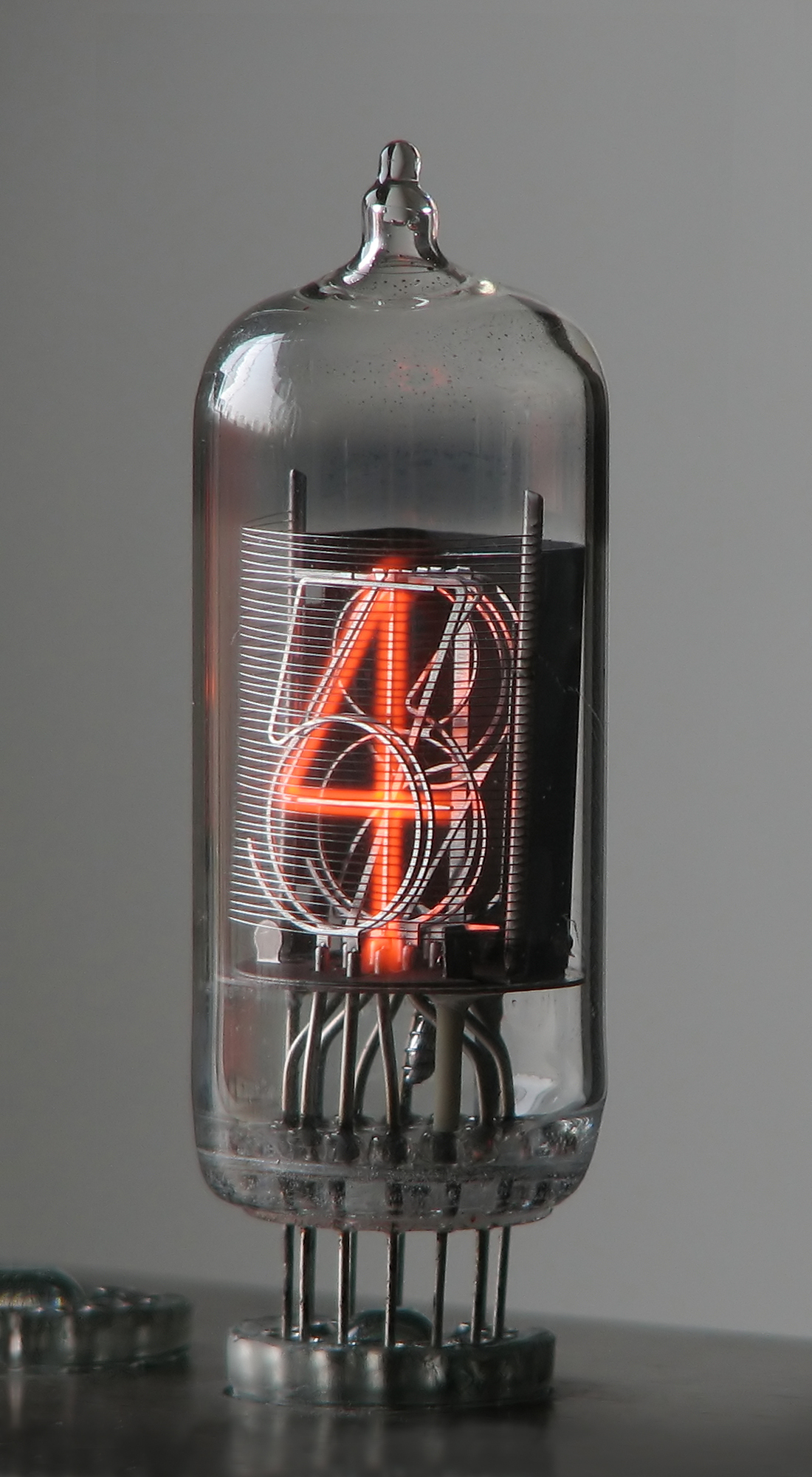
Nixie-Röhre ZM1212 mit zehn Ziffern und Dezimalpunkt

In der ersten Jahrhunderthälfte wurde das bereits bekannte Erdöl wichtiger, das zum Antrieb verschiedener Motoren benötigt wurde und auch in der Petrochemie Verwendung fand. Chemische Hochdrucksynthesen ermöglichten die großindustrielle Herstellung von Ammoniak, einem wichtigen chemischen Grundstoff. Aluminium und einige andere Metalle waren nun dank der Elektrochemie in industriellem Maßstab produzierbar. Das Auto wurde dank der Massenproduktion zu einem Alltagsgegenstand. Die Energieversorger bauten ihre Netze aus, die bald eine fast lückenlose Versorgung mit Elektrizität und Gas ermöglichten. Flugzeuge wurden für Personenverkehr und militärische Zwecke eingesetzt. Das Telefon wurde entwickelt und ermöglichte nun auch Gespräche von Personen, die sich an zwei weit entfernten Orten befanden. Rundfunk wie Radio und Fernsehen erlaubten eine Massenkommunikation. Musik konnte auf Schallplatten und Tonbändern aufgenommen werden, was den Tonfilm ermöglichte. In den Weltkriegen wurden Panzer, Maschinengewehr, Jagdflugzeug, Bomber, U-Boot, Giftgas und die Atombombe verwendet.
In der zweiten Jahrhunderthälfte begann die friedliche Nutzung der Kernenergie. Erdöl und -gas wurden die wichtigsten Energieträger, da sie eine deutlich höhere Energiedichte besitzen und damit geringere Transportkosten verursachen. In der Mikroelektronik entstanden Transistor, Relais und Diode und ermöglichten Mobiltelefone und Computer. Letztere wurde auch in der Industrie eingesetzt, beispielsweise für CNC-Maschinen. Der Laser fand zahlreiche Anwendungsmöglichkeiten: als Messgerät, in CD-Spielern oder zum Schweißen und Schneiden. Die Luft- und Raumfahrttechnik machte große Fortschritte. Es entstanden Strahlflugzeuge, Raketen, Satelliten und Raumstationen.